# Tour de Ruanda 2019
La 22.ª edición de la competición ciclista Tour de Ruanda fue una carrera de ciclismo en ruta por etapas que se celebró entre el 24 de febrero y el 3 de marzo en Ruanda con inicio y final en la ciudad de Kigali sobre un recorrido de 959,1 kilómetros.
La carrera hizo parte del UCI Africa Tour 2019 dentro de la categoría UCI 2.1. El vencedor final fue el eritreo Merhawi Kudus del Astana seguido del estonio Rein Taaramäe del Direct Énergie y el suizo Matteo Badilatti del Israel Cycling Academy.

## Equipos participantes
Tomaron parte en la carrera 17 equipos: 1 de categoría UCI WorldTeam; 4 de categoría Profesional Continental; 6 de categoría Continental y 6 selecciones nacionales. Formando así un pelotón de 78 ciclistas de los que acabaron 60. Los equipos participantes fueron:
| WorldTeam- Astana Equipos continentales profesionales (4)- Direct Énergie - Delko-Marseille Provence - Team Novo Nordisk - Israel Cycling Academy Equipos continentales (6)- Benediction–Excel Energy - ProTouch - Nice Ethiopia Cycling Team - BAI-Sicasal-Petro de Luanda - Interpro Cycling Academy - Dimension Data for Qhubeka Equipos nacionales (6)- Ruanda - Francia - Argelia - Camerún - Eritrea - Kenia |
| |

## Recorrido

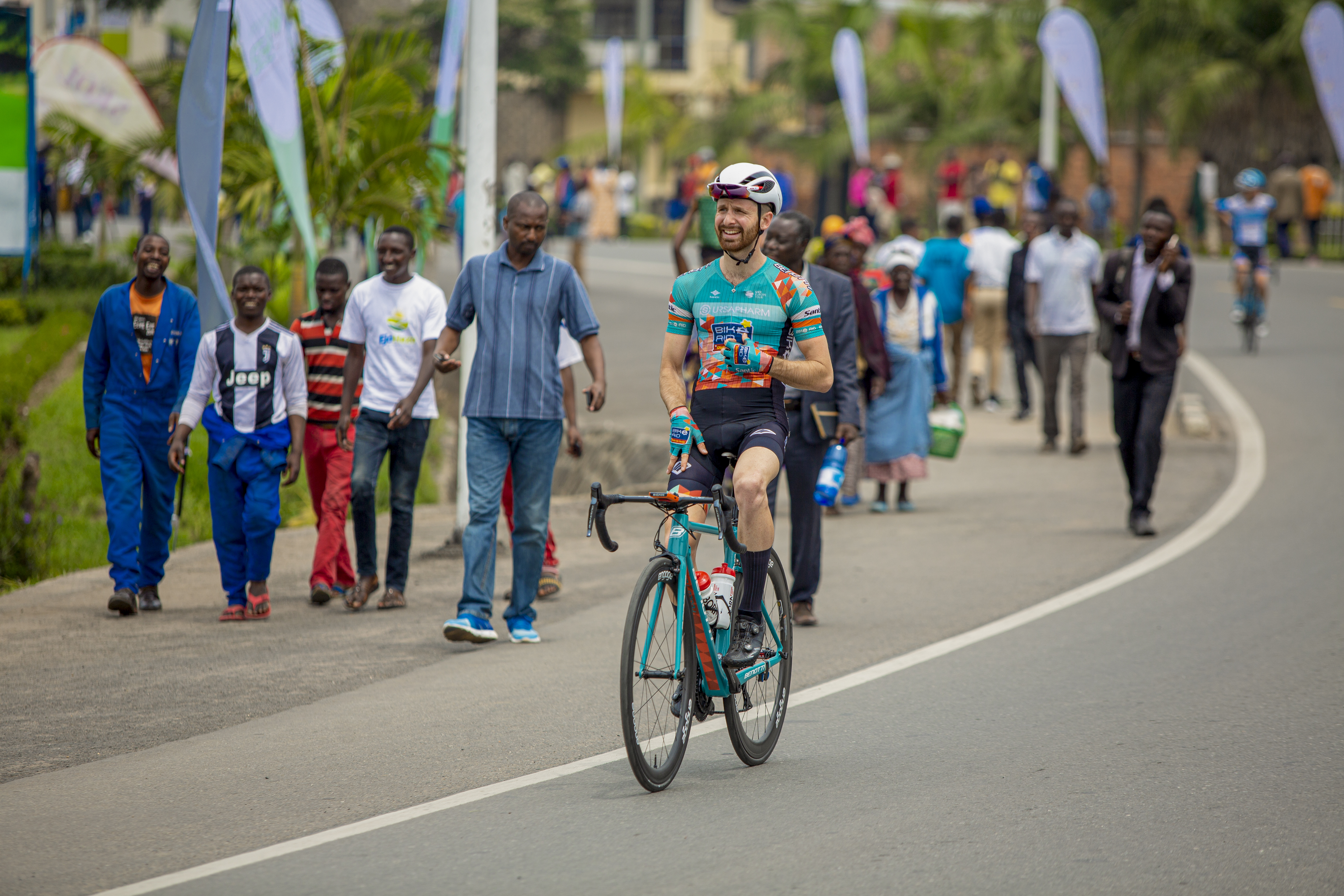
5a etapa en Musanze.

El Tour de Ruanda dispuso de ocho etapas para un recorrido total de 959,1 kilómetros.
| Etapa     | Fecha     | Recorrido           | type                   | Distancia (km) | Ganador                  | Líder             |
| --------- | --------- | ------------------- | ---------------------- | -------------- | ------------------------ | ----------------- |
| 1.ª etapa | 24 de feb | Kigali – Kigali     | etapa escarpada        | 112,5          | Alessandro Fedeli        | Alessandro Fedeli |
| 2.ª etapa | 25 de feb | Kigali – Butare     | etapa de media montaña | 120,3          | Merhawi Kudus            | Merhawi Kudus     |
| 3.ª etapa | 26 de feb | Butare – Gisenyi    | etapa de montaña       | 213,1          | Merhawi Kudus            | Merhawi Kudus     |
| 4.ª etapa | 27 de feb | Gisenyi – Karongi   | etapa de montaña       | 103            | Edwin Ávila              | Merhawi Kudus     |
| 5.ª etapa | 28 de feb | Karongi – Ruhengeri | etapa de montaña       | 138,7          | Biniam Girmay            | Merhawi Kudus     |
| 6.ª etapa | 1 de mar  | Ruhengeri – Nyamata | etapa de media montaña | 120,5          | Przemysław Kasperkiewicz | Merhawi Kudus     |
| 7.ª etapa | 2 de mar  | Nyamata – Kigali    | etapa escarpada        | 84,2           | Yacob Debesay            | Merhawi Kudus     |
| 8.ª etapa | 3 de mar  | Kigali – Kigali     | etapa escarpada        | 66,8           | Rodrigo Contreras        | Merhawi Kudus     |

## Desarrollo de la carrera

### 1.ª etapa
| Kigali - Kigali | etapa escarpada | (112,5 km) |

| \| Clasificación de la etapa \| Clasificación de la etapa \| Clasificación de la etapa \| Clasificación de la etapa \| Clasificación de la etapa \| \| Ciclista \| Ciclista \| Equipo \| Tiempo \| \| \| ------------------------- \| ------------------------- \| ------------------------- \| ------------------------- \| ------------------------- \| \| 1.º \| Alessandro Fedeli \| Delko Marseille Provence \| 2 h 41 min 32 s \| \| \| 2.º \| Yacob Debesay \| Eritrea \| + 0 s \| \| \| 3.º \| Przemysław Kasperkiewicz \| Delko Marseille Provence \| + 0 s \| \| \| 4.º \| Joseph Areruya \| Delko Marseille Provence \| + 0 s \| \| \| 5.º \| Salim Kipkemboi \| Kenia \| + 0 s \| \| \| 6.º \| Simon Guglielmi \| Francia \| + 0 s \| \| \| 7.º \| Sirak Tesfom \| Eritrea \| + 0 s \| \| \| 8.º \| Bryan Nauleau \| Direct Énergie \| + 0 s \| \| \| 9.º \| Patrick Byukusenge \| Benediction–Excel Energy \| + 0 s \| \| \| 10.º \| Nikita Stalnow \| Astana \| + 0 s \| \| |                          |                          |                 |
| |                          |                          |                 |
| Fuente: ProCyclingStats |                          |                          |                 |
| Clasificación de la etapa |                          |                          |                 |
| Ciclista | Ciclista                 | Equipo                   | Tiempo          |
| 1.º | Alessandro Fedeli        | Delko Marseille Provence | 2 h 41 min 32 s |
| 2.º | Yacob Debesay            | Eritrea                  | + 0 s           |
| 3.º | Przemysław Kasperkiewicz | Delko Marseille Provence | + 0 s           |
| 4.º | Joseph Areruya           | Delko Marseille Provence | + 0 s           |
| 5.º | Salim Kipkemboi          | Kenia                    | + 0 s           |
| 6.º | Simon Guglielmi          | Francia                  | + 0 s           |
| 7.º | Sirak Tesfom             | Eritrea                  | + 0 s           |
| 8.º | Bryan Nauleau            | Direct Énergie           | + 0 s           |
| 9.º | Patrick Byukusenge       | Benediction–Excel Energy | + 0 s           |
| 10.º | Nikita Stalnow           | Astana                   | + 0 s           |

| \| Clasificación general \| Clasificación general \| Clasificación general \| Clasificación general \| Clasificación general \| \| Ciclista \| Ciclista \| Equipo \| Tiempo \| \| \| --------------------- \| ------------------------ \| ------------------------ \| --------------------- \| --------------------- \| \| 1.º \| Alessandro Fedeli \| Delko Marseille Provence \| 2 h 41 min 32 s \| \| \| 2.º \| Yacob Debesay \| Eritrea \| + 0 s \| \| \| 3.º \| Przemysław Kasperkiewicz \| Delko Marseille Provence \| + 0 s \| \| \| 4.º \| Joseph Areruya \| Delko Marseille Provence \| + 0 s \| \| \| 5.º \| Salim Kipkemboi \| Kenia \| + 0 s \| \| \| 6.º \| Simon Guglielmi \| Francia \| + 0 s \| \| \| 7.º \| Sirak Tesfom \| Eritrea \| + 0 s \| \| \| 8.º \| Bryan Nauleau \| Direct Énergie \| + 0 s \| \| \| 9.º \| Patrick Byukusenge \| Benediction–Excel Energy \| + 0 s \| \| \| 10.º \| Nikita Stalnow \| Astana \| + 0 s \| \| |                          |                          |                 |
| |                          |                          |                 |
| Fuente: ProCyclingStats |                          |                          |                 |
| Clasificación general |                          |                          |                 |
| Ciclista | Ciclista                 | Equipo                   | Tiempo          |
| 1.º | Alessandro Fedeli        | Delko Marseille Provence | 2 h 41 min 32 s |
| 2.º | Yacob Debesay            | Eritrea                  | + 0 s           |
| 3.º | Przemysław Kasperkiewicz | Delko Marseille Provence | + 0 s           |
| 4.º | Joseph Areruya           | Delko Marseille Provence | + 0 s           |
| 5.º | Salim Kipkemboi          | Kenia                    | + 0 s           |
| 6.º | Simon Guglielmi          | Francia                  | + 0 s           |
| 7.º | Sirak Tesfom             | Eritrea                  | + 0 s           |
| 8.º | Bryan Nauleau            | Direct Énergie           | + 0 s           |
| 9.º | Patrick Byukusenge       | Benediction–Excel Energy | + 0 s           |
| 10.º | Nikita Stalnow           | Astana                   | + 0 s           |

### 2.ª etapa
| Kigali - Butare | etapa de media montaña | (120,3 km) |

| \| Clasificación de la etapa \| Clasificación de la etapa \| Clasificación de la etapa \| Clasificación de la etapa \| Clasificación de la etapa \| \| Ciclista \| Ciclista \| Equipo \| Tiempo \| \| \| ------------------------- \| ------------------------- \| -------------------------- \| ------------------------- \| ------------------------- \| \| 1.º \| Merhawi Kudus \| Astana \| 3 h 02 min 17 s \| \| \| 2.º \| Przemysław Kasperkiewicz \| Delko Marseille Provence \| + 2 s \| \| \| 3.º \| Biniam Girmay \| Eritrea \| + 2 s \| \| \| 4.º \| Joseph Areruya \| Delko Marseille Provence \| + 2 s \| \| \| 5.º \| Rodrigo Contreras \| Astana \| + 2 s \| \| \| 6.º \| Hernán Aguirre \| Interpro Cycling Academy \| + 2 s \| \| \| 7.º \| Simon Guglielmi \| Francia \| + 2 s \| \| \| 8.º \| Mulu Hailemichael \| Dimension Data for Qhubeka \| + 2 s \| \| \| 9.º \| Samuel Mugisha \| Dimension Data for Qhubeka \| + 2 s \| \| \| 10.º \| Yuriy Natarov \| Astana \| + 2 s \| \| |                          |                            |                 |
| |                          |                            |                 |
| Fuente: ProCyclingStats |                          |                            |                 |
| Clasificación de la etapa |                          |                            |                 |
| Ciclista | Ciclista                 | Equipo                     | Tiempo          |
| 1.º | Merhawi Kudus            | Astana                     | 3 h 02 min 17 s |
| 2.º | Przemysław Kasperkiewicz | Delko Marseille Provence   | + 2 s           |
| 3.º | Biniam Girmay            | Eritrea                    | + 2 s           |
| 4.º | Joseph Areruya           | Delko Marseille Provence   | + 2 s           |
| 5.º | Rodrigo Contreras        | Astana                     | + 2 s           |
| 6.º | Hernán Aguirre           | Interpro Cycling Academy   | + 2 s           |
| 7.º | Simon Guglielmi          | Francia                    | + 2 s           |
| 8.º | Mulu Hailemichael        | Dimension Data for Qhubeka | + 2 s           |
| 9.º | Samuel Mugisha           | Dimension Data for Qhubeka | + 2 s           |
| 10.º | Yuriy Natarov            | Astana                     | + 2 s           |

| \| Clasificación general \| Clasificación general \| Clasificación general \| Clasificación general \| Clasificación general \| \| Ciclista \| Ciclista \| Equipo \| Tiempo \| \| \| --------------------- \| ------------------------ \| -------------------------- \| --------------------- \| --------------------- \| \| 1.º \| Merhawi Kudus \| Astana \| 5 h 43 min 49 s \| \| \| 2.º \| Przemysław Kasperkiewicz \| Delko Marseille Provence \| + 2 s \| \| \| 3.º \| Joseph Areruya \| Delko Marseille Provence \| + 2 s \| \| \| 4.º \| Simon Guglielmi \| Francia \| + 2 s \| \| \| 5.º \| Alessandro Fedeli \| Delko Marseille Provence \| + 2 s \| \| \| 6.º \| Sirak Tesfom \| Eritrea \| + 2 s \| \| \| 7.º \| Yacob Debesay \| Eritrea \| + 2 s \| \| \| 8.º \| Hernán Aguirre \| Interpro Cycling Academy \| + 2 s \| \| \| 9.º \| Bryan Nauleau \| Direct Énergie \| + 2 s \| \| \| 10.º \| Samuel Mugisha \| Dimension Data for Qhubeka \| + 2 s \| \| |                          |                            |                 |
| |                          |                            |                 |
| Fuente: ProCyclingStats |                          |                            |                 |
| Clasificación general |                          |                            |                 |
| Ciclista | Ciclista                 | Equipo                     | Tiempo          |
| 1.º | Merhawi Kudus            | Astana                     | 5 h 43 min 49 s |
| 2.º | Przemysław Kasperkiewicz | Delko Marseille Provence   | + 2 s           |
| 3.º | Joseph Areruya           | Delko Marseille Provence   | + 2 s           |
| 4.º | Simon Guglielmi          | Francia                    | + 2 s           |
| 5.º | Alessandro Fedeli        | Delko Marseille Provence   | + 2 s           |
| 6.º | Sirak Tesfom             | Eritrea                    | + 2 s           |
| 7.º | Yacob Debesay            | Eritrea                    | + 2 s           |
| 8.º | Hernán Aguirre           | Interpro Cycling Academy   | + 2 s           |
| 9.º | Bryan Nauleau            | Direct Énergie             | + 2 s           |
| 10.º | Samuel Mugisha           | Dimension Data for Qhubeka | + 2 s           |

### 3.ª etapa
| Butare - Gisenyi | etapa de montaña | (213,1 km) |

| \| Clasificación de la etapa \| Clasificación de la etapa \| Clasificación de la etapa \| Clasificación de la etapa \| Clasificación de la etapa \| \| Ciclista \| Ciclista \| Equipo \| Tiempo \| \| \| ------------------------- \| ------------------------- \| ------------------------- \| ------------------------- \| ------------------------- \| \| 1.º \| Merhawi Kudus \| Astana \| 5 h 21 min 15 s \| \| \| 2.º \| Rein Taaramäe \| Direct Énergie \| + 15 s \| \| \| 3.º \| Matteo Badilatti \| Israel Cycling Academy \| + 43 s \| \| \| 4.º \| Hernán Aguirre \| Interpro Cycling Academy \| + 58 s \| \| \| 5.º \| Rodrigo Contreras \| Astana \| + 8 min 02 s \| \| \| 6.º \| Henok Mulubrhan \| Eritrea \| + 9 min 27 s \| \| \| 7.º \| Nikita Stalnow \| Astana \| + 9 min 27 s \| \| \| 8.º \| Jeremy Bellicaud \| Wanty-Gobert \| + 9 min 34 s \| \| \| 9.º \| David Lozano Riba \| Team Novo Nordisk \| + 9 min 52 s \| \| \| 10.º \| Joseph Areruya \| Delko Marseille Provence \| + 9 min 52 s \| \| |                   |                          |                 |
| |                   |                          |                 |
| Fuente: ProCyclingStats |                   |                          |                 |
| Clasificación de la etapa |                   |                          |                 |
| Ciclista | Ciclista          | Equipo                   | Tiempo          |
| 1.º | Merhawi Kudus     | Astana                   | 5 h 21 min 15 s |
| 2.º | Rein Taaramäe     | Direct Énergie           | + 15 s          |
| 3.º | Matteo Badilatti  | Israel Cycling Academy   | + 43 s          |
| 4.º | Hernán Aguirre    | Interpro Cycling Academy | + 58 s          |
| 5.º | Rodrigo Contreras | Astana                   | + 8 min 02 s    |
| 6.º | Henok Mulubrhan   | Eritrea                  | + 9 min 27 s    |
| 7.º | Nikita Stalnow    | Astana                   | + 9 min 27 s    |
| 8.º | Jeremy Bellicaud  | Wanty-Gobert             | + 9 min 34 s    |
| 9.º | David Lozano Riba | Team Novo Nordisk        | + 9 min 52 s    |
| 10.º | Joseph Areruya    | Delko Marseille Provence | + 9 min 52 s    |

| \| Clasificación general \| Clasificación general \| Clasificación general \| Clasificación general \| Clasificación general \| \| Ciclista \| Ciclista \| Equipo \| Tiempo \| \| \| --------------------- \| --------------------- \| ------------------------ \| --------------------- \| --------------------- \| \| 1.º \| Merhawi Kudus \| Astana \| 11 h 05 min 04 s \| \| \| 2.º \| Rein Taaramäe \| Direct Énergie \| + 17 s \| \| \| 3.º \| Matteo Badilatti \| Israel Cycling Academy \| + 45 s \| \| \| 4.º \| Hernán Aguirre \| Interpro Cycling Academy \| + 1 min 00 s \| \| \| 5.º \| Rodrigo Contreras \| Astana \| + 8 min 04 s \| \| \| 6.º \| Nikita Stalnow \| Astana \| + 9 min 29 s \| \| \| 7.º \| Jeremy Bellicaud \| Wanty-Gobert \| + 9 min 36 s \| \| \| 8.º \| Henok Mulubrhan \| Eritrea \| + 9 min 41 s \| \| \| 9.º \| Joseph Areruya \| Delko Marseille Provence \| + 9 min 54 s \| \| \| 10.º \| Sirak Tesfom \| Eritrea \| + 9 min 54 s \| \| |                   |                          |                  |
| |                   |                          |                  |
| Fuente: ProCyclingStats |                   |                          |                  |
| Clasificación general |                   |                          |                  |
| Ciclista | Ciclista          | Equipo                   | Tiempo           |
| 1.º | Merhawi Kudus     | Astana                   | 11 h 05 min 04 s |
| 2.º | Rein Taaramäe     | Direct Énergie           | + 17 s           |
| 3.º | Matteo Badilatti  | Israel Cycling Academy   | + 45 s           |
| 4.º | Hernán Aguirre    | Interpro Cycling Academy | + 1 min 00 s     |
| 5.º | Rodrigo Contreras | Astana                   | + 8 min 04 s     |
| 6.º | Nikita Stalnow    | Astana                   | + 9 min 29 s     |
| 7.º | Jeremy Bellicaud  | Wanty-Gobert             | + 9 min 36 s     |
| 8.º | Henok Mulubrhan   | Eritrea                  | + 9 min 41 s     |
| 9.º | Joseph Areruya    | Delko Marseille Provence | + 9 min 54 s     |
| 10.º | Sirak Tesfom      | Eritrea                  | + 9 min 54 s     |

### 4.ª etapa
| Gisenyi - Karongi | etapa de montaña | (103 km) |

| \| Clasificación de la etapa \| Clasificación de la etapa \| Clasificación de la etapa \| Clasificación de la etapa \| Clasificación de la etapa \| \| Ciclista \| Ciclista \| Equipo \| Tiempo \| \| \| ------------------------- \| ------------------------- \| -------------------------- \| ------------------------- \| ------------------------- \| \| 1.º \| Edwin Ávila \| Israel Cycling Academy \| 2 h 37 min 32 s \| \| \| 2.º \| Pablo Torres \| Interpro Cycling Academy \| + 0 s \| \| \| 3.º \| Sirak Tesfom \| Eritrea \| + 3 s \| \| \| 4.º \| Samuel Mugisha \| Dimension Data for Qhubeka \| + 3 s \| \| \| 5.º \| David Lozano Riba \| Team Novo Nordisk \| + 5 s \| \| \| 6.º \| Adrien Guillonnet \| Interpro Cycling Academy \| + 5 s \| \| \| 7.º \| Didier Munyaneza \| Benediction–Excel Energy \| + 5 s \| \| \| 8.º \| Alessandro Fedeli \| Delko Marseille Provence \| + 5 s \| \| \| 9.º \| Yacob Debesay \| Eritrea \| + 5 s \| \| \| 10.º \| Yuriy Natarov \| Astana \| + 9 s \| \| |                   |                            |                 |
| |                   |                            |                 |
| Fuente: ProCyclingStats |                   |                            |                 |
| Clasificación de la etapa |                   |                            |                 |
| Ciclista | Ciclista          | Equipo                     | Tiempo          |
| 1.º | Edwin Ávila       | Israel Cycling Academy     | 2 h 37 min 32 s |
| 2.º | Pablo Torres      | Interpro Cycling Academy   | + 0 s           |
| 3.º | Sirak Tesfom      | Eritrea                    | + 3 s           |
| 4.º | Samuel Mugisha    | Dimension Data for Qhubeka | + 3 s           |
| 5.º | David Lozano Riba | Team Novo Nordisk          | + 5 s           |
| 6.º | Adrien Guillonnet | Interpro Cycling Academy   | + 5 s           |
| 7.º | Didier Munyaneza  | Benediction–Excel Energy   | + 5 s           |
| 8.º | Alessandro Fedeli | Delko Marseille Provence   | + 5 s           |
| 9.º | Yacob Debesay     | Eritrea                    | + 5 s           |
| 10.º | Yuriy Natarov     | Astana                     | + 9 s           |

| \| Clasificación general \| Clasificación general \| Clasificación general \| Clasificación general \| Clasificación general \| \| Ciclista \| Ciclista \| Equipo \| Tiempo \| \| \| --------------------- \| --------------------------- \| ------------------------ \| --------------------- \| --------------------- \| \| 1.º \| Merhawi Kudus \| Astana \| 13 h 48 min 19 s \| \| \| 2.º \| Rein Taaramäe \| Direct Énergie \| + 17 s \| \| \| 3.º \| Matteo Badilatti \| Israel Cycling Academy \| + 45 s \| \| \| 4.º \| Hernán Aguirre \| Interpro Cycling Academy \| + 1 min 00 s \| \| \| 5.º \| Sirak Tesfom \| Eritrea \| + 4 min 14 s \| \| \| 6.º \| Awet Gebremedhin Andemeskel \| Israel Cycling Academy \| + 4 min 29 s \| \| \| 7.º \| David Lozano Riba \| Team Novo Nordisk \| + 4 min 40 s \| \| \| 8.º \| Suleiman Kangangi \| Kenia \| + 4 min 56 s \| \| \| 9.º \| Yacob Debesay \| Eritrea \| + 8 min 17 s \| \| \| 10.º \| Didier Munyaneza \| Benediction–Excel Energy \| + 8 min 17 s \| \| |                             |                          |                  |
| |                             |                          |                  |
| Fuente: ProCyclingStats |                             |                          |                  |
| Clasificación general |                             |                          |                  |
| Ciclista | Ciclista                    | Equipo                   | Tiempo           |
| 1.º | Merhawi Kudus               | Astana                   | 13 h 48 min 19 s |
| 2.º | Rein Taaramäe               | Direct Énergie           | + 17 s           |
| 3.º | Matteo Badilatti            | Israel Cycling Academy   | + 45 s           |
| 4.º | Hernán Aguirre              | Interpro Cycling Academy | + 1 min 00 s     |
| 5.º | Sirak Tesfom                | Eritrea                  | + 4 min 14 s     |
| 6.º | Awet Gebremedhin Andemeskel | Israel Cycling Academy   | + 4 min 29 s     |
| 7.º | David Lozano Riba           | Team Novo Nordisk        | + 4 min 40 s     |
| 8.º | Suleiman Kangangi           | Kenia                    | + 4 min 56 s     |
| 9.º | Yacob Debesay               | Eritrea                  | + 8 min 17 s     |
| 10.º | Didier Munyaneza            | Benediction–Excel Energy | + 8 min 17 s     |

### 5.ª etapa
| Karongi - Ruhengeri | etapa de montaña | (138,7 km) |

| \| Clasificación de la etapa \| Clasificación de la etapa \| Clasificación de la etapa \| Clasificación de la etapa \| Clasificación de la etapa \| \| Ciclista \| Ciclista \| Equipo \| Tiempo \| \| \| ------------------------- \| ------------------------- \| ------------------------- \| ------------------------- \| ------------------------- \| \| 1.º \| Biniam Girmay \| Eritrea \| 3 h 42 min 01 s \| \| \| 2.º \| Joseph Areruya \| Delko Marseille Provence \| + 0 s \| \| \| 3.º \| Daniel Turek \| Israel Cycling Academy \| + 0 s \| \| \| 4.º \| Didier Munyaneza \| Benediction–Excel Energy \| + 0 s \| \| \| 5.º \| Jeremy Bellicaud \| Francia \| + 0 s \| \| \| 6.º \| Moïse Mugisha \| Ruanda \| + 0 s \| \| \| 7.º \| Adrien Guillonnet \| Interpro Cycling Academy \| + 0 s \| \| \| 8.º \| Geoffrey Langat \| Kenia \| + 0 s \| \| \| 9.º \| Valens Ndayisenga \| Ruanda \| + 3 s \| \| \| 10.º \| Eric Manizabayo \| Benediction–Excel Energy \| + 47 s \| \| |                   |                          |                 |
| |                   |                          |                 |
| Fuente: ProCyclingStats |                   |                          |                 |
| Clasificación de la etapa |                   |                          |                 |
| Ciclista | Ciclista          | Equipo                   | Tiempo          |
| 1.º | Biniam Girmay     | Eritrea                  | 3 h 42 min 01 s |
| 2.º | Joseph Areruya    | Delko Marseille Provence | + 0 s           |
| 3.º | Daniel Turek      | Israel Cycling Academy   | + 0 s           |
| 4.º | Didier Munyaneza  | Benediction–Excel Energy | + 0 s           |
| 5.º | Jeremy Bellicaud  | Francia                  | + 0 s           |
| 6.º | Moïse Mugisha     | Ruanda                   | + 0 s           |
| 7.º | Adrien Guillonnet | Interpro Cycling Academy | + 0 s           |
| 8.º | Geoffrey Langat   | Kenia                    | + 0 s           |
| 9.º | Valens Ndayisenga | Ruanda                   | + 3 s           |
| 10.º | Eric Manizabayo   | Benediction–Excel Energy | + 47 s          |

| \| Clasificación general \| Clasificación general \| Clasificación general \| Clasificación general \| Clasificación general \| \| Ciclista \| Ciclista \| Equipo \| Tiempo \| \| \| --------------------- \| --------------------- \| ------------------------ \| --------------------- \| --------------------- \| \| 1.º \| Merhawi Kudus \| Astana \| 17 h 33 min 37 s \| \| \| 2.º \| Rein Taaramäe \| Direct Énergie \| + 17 s \| \| \| 3.º \| Matteo Badilatti \| Israel Cycling Academy \| + 45 s \| \| \| 4.º \| Hernán Aguirre \| Interpro Cycling Academy \| + 1 min 00 s \| \| \| 5.º \| Sirak Tesfom \| Eritrea \| + 4 min 14 s \| \| \| 6.º \| David Lozano Riba \| Team Novo Nordisk \| + 4 min 40 s \| \| \| 7.º \| Suleiman Kangangi \| Kenia \| + 4 min 56 s \| \| \| 8.º \| Didier Munyaneza \| Benediction–Excel Energy \| + 5 min 00 s \| \| \| 9.º \| Jeremy Bellicaud \| Wanty-Gobert \| + 6 min 19 s \| \| \| 10.º \| Joseph Areruya \| Delko Marseille Provence \| + 6 min 37 s \| \| |                   |                          |                  |
| |                   |                          |                  |
| Fuente: ProCyclingStats |                   |                          |                  |
| Clasificación general |                   |                          |                  |
| Ciclista | Ciclista          | Equipo                   | Tiempo           |
| 1.º | Merhawi Kudus     | Astana                   | 17 h 33 min 37 s |
| 2.º | Rein Taaramäe     | Direct Énergie           | + 17 s           |
| 3.º | Matteo Badilatti  | Israel Cycling Academy   | + 45 s           |
| 4.º | Hernán Aguirre    | Interpro Cycling Academy | + 1 min 00 s     |
| 5.º | Sirak Tesfom      | Eritrea                  | + 4 min 14 s     |
| 6.º | David Lozano Riba | Team Novo Nordisk        | + 4 min 40 s     |
| 7.º | Suleiman Kangangi | Kenia                    | + 4 min 56 s     |
| 8.º | Didier Munyaneza  | Benediction–Excel Energy | + 5 min 00 s     |
| 9.º | Jeremy Bellicaud  | Wanty-Gobert             | + 6 min 19 s     |
| 10.º | Joseph Areruya    | Delko Marseille Provence | + 6 min 37 s     |

### 6.ª etapa
| Ruhengeri - Nyamata | etapa de media montaña | (120,5 km) |

| \| Clasificación de la etapa \| Clasificación de la etapa \| Clasificación de la etapa \| Clasificación de la etapa \| Clasificación de la etapa \| \| Ciclista \| Ciclista \| Equipo \| Tiempo \| \| \| ------------------------- \| ------------------------- \| --------------------------- \| ------------------------- \| ------------------------- \| \| 1.º \| Przemysław Kasperkiewicz \| Delko Marseille Provence \| 2 h 49 min 57 s \| \| \| 2.º \| Pablo Torres \| Interpro Cycling Academy \| + 3 s \| \| \| 3.º \| Youcef Reguigui \| Argelia \| + 4 s \| \| \| 4.º \| Henok Mulubrhan \| Eritrea \| + 4 s \| \| \| 5.º \| Julien Trarieux \| Delko Marseille Provence \| + 4 s \| \| \| 6.º \| Joonas Henttala \| Team Novo Nordisk \| + 4 s \| \| \| 7.º \| Samuel Mugisha \| Dimension Data for Qhubeka \| + 4 s \| \| \| 8.º \| Valens Ndayisenga \| Ruanda \| + 4 s \| \| \| 9.º \| Yacob Debesay \| Eritrea \| + 4 s \| \| \| 10.º \| Bruno Araújo \| BAI-Sicasal-Petro de Luanda \| + 1 min 19 s \| \| |                          |                             |                 |
| |                          |                             |                 |
| Fuente: ProCyclingStats |                          |                             |                 |
| Clasificación de la etapa |                          |                             |                 |
| Ciclista | Ciclista                 | Equipo                      | Tiempo          |
| 1.º | Przemysław Kasperkiewicz | Delko Marseille Provence    | 2 h 49 min 57 s |
| 2.º | Pablo Torres             | Interpro Cycling Academy    | + 3 s           |
| 3.º | Youcef Reguigui          | Argelia                     | + 4 s           |
| 4.º | Henok Mulubrhan          | Eritrea                     | + 4 s           |
| 5.º | Julien Trarieux          | Delko Marseille Provence    | + 4 s           |
| 6.º | Joonas Henttala          | Team Novo Nordisk           | + 4 s           |
| 7.º | Samuel Mugisha           | Dimension Data for Qhubeka  | + 4 s           |
| 8.º | Valens Ndayisenga        | Ruanda                      | + 4 s           |
| 9.º | Yacob Debesay            | Eritrea                     | + 4 s           |
| 10.º | Bruno Araújo             | BAI-Sicasal-Petro de Luanda | + 1 min 19 s    |

| \| Clasificación general \| Clasificación general \| Clasificación general \| Clasificación general \| Clasificación general \| \| Ciclista \| Ciclista \| Equipo \| Tiempo \| \| \| --------------------- \| --------------------- \| ------------------------ \| --------------------- \| --------------------- \| \| 1.º \| Merhawi Kudus \| Astana \| 20 h 24 min 53 s \| \| \| 2.º \| Rein Taaramäe \| Direct Énergie \| + 17 s \| \| \| 3.º \| Matteo Badilatti \| Israel Cycling Academy \| + 45 s \| \| \| 4.º \| Hernán Aguirre \| Interpro Cycling Academy \| + 1 min 00 s \| \| \| 5.º \| Sirak Tesfom \| Eritrea \| + 4 min 14 s \| \| \| 6.º \| David Lozano Riba \| Team Novo Nordisk \| + 4 min 40 s \| \| \| 7.º \| Suleiman Kangangi \| Kenia \| + 4 min 56 s \| \| \| 8.º \| Didier Munyaneza \| Benediction–Excel Energy \| + 5 min 00 s \| \| \| 9.º \| Valens Ndayisenga \| Ruanda \| + 5 min 35 s \| \| \| 10.º \| Jeremy Bellicaud \| Wanty-Gobert \| + 6 min 19 s \| \| |                   |                          |                  |
| |                   |                          |                  |
| Fuente: ProCyclingStats |                   |                          |                  |
| Clasificación general |                   |                          |                  |
| Ciclista | Ciclista          | Equipo                   | Tiempo           |
| 1.º | Merhawi Kudus     | Astana                   | 20 h 24 min 53 s |
| 2.º | Rein Taaramäe     | Direct Énergie           | + 17 s           |
| 3.º | Matteo Badilatti  | Israel Cycling Academy   | + 45 s           |
| 4.º | Hernán Aguirre    | Interpro Cycling Academy | + 1 min 00 s     |
| 5.º | Sirak Tesfom      | Eritrea                  | + 4 min 14 s     |
| 6.º | David Lozano Riba | Team Novo Nordisk        | + 4 min 40 s     |
| 7.º | Suleiman Kangangi | Kenia                    | + 4 min 56 s     |
| 8.º | Didier Munyaneza  | Benediction–Excel Energy | + 5 min 00 s     |
| 9.º | Valens Ndayisenga | Ruanda                   | + 5 min 35 s     |
| 10.º | Jeremy Bellicaud  | Wanty-Gobert             | + 6 min 19 s     |

### 7.ª etapa
| Nyamata - Kigali | etapa escarpada | (84,2 km) |

| \| Clasificación de la etapa \| Clasificación de la etapa \| Clasificación de la etapa \| Clasificación de la etapa \| Clasificación de la etapa \| \| Ciclista \| Ciclista \| Equipo \| Tiempo \| \| \| ------------------------- \| ------------------------- \| -------------------------- \| ------------------------- \| ------------------------- \| \| 1.º \| Yacob Debesay \| Eritrea \| 2 h 12 min 35 s \| \| \| 2.º \| Alessandro Fedeli \| Delko Marseille Provence \| + 21 s \| \| \| 3.º \| Adrien Guillonnet \| Interpro Cycling Academy \| + 21 s \| \| \| 4.º \| Sirak Tesfom \| Eritrea \| + 21 s \| \| \| 5.º \| Hernán Aguirre \| Interpro Cycling Academy \| + 24 s \| \| \| 6.º \| Mulu Hailemichael \| Dimension Data for Qhubeka \| + 26 s \| \| \| 7.º \| Matteo Badilatti \| Israel Cycling Academy \| + 26 s \| \| \| 8.º \| David Lozano Riba \| Team Novo Nordisk \| + 26 s \| \| \| 9.º \| Moïse Mugisha \| Ruanda \| + 38 s \| \| \| 10.º \| Aurélien Doleatto \| AG2R La Mondiale \| + 43 s \| \| |                   |                            |                 |
| |                   |                            |                 |
| Fuente: ProCyclingStats |                   |                            |                 |
| Clasificación de la etapa |                   |                            |                 |
| Ciclista | Ciclista          | Equipo                     | Tiempo          |
| 1.º | Yacob Debesay     | Eritrea                    | 2 h 12 min 35 s |
| 2.º | Alessandro Fedeli | Delko Marseille Provence   | + 21 s          |
| 3.º | Adrien Guillonnet | Interpro Cycling Academy   | + 21 s          |
| 4.º | Sirak Tesfom      | Eritrea                    | + 21 s          |
| 5.º | Hernán Aguirre    | Interpro Cycling Academy   | + 24 s          |
| 6.º | Mulu Hailemichael | Dimension Data for Qhubeka | + 26 s          |
| 7.º | Matteo Badilatti  | Israel Cycling Academy     | + 26 s          |
| 8.º | David Lozano Riba | Team Novo Nordisk          | + 26 s          |
| 9.º | Moïse Mugisha     | Ruanda                     | + 38 s          |
| 10.º | Aurélien Doleatto | AG2R La Mondiale           | + 43 s          |

| \| Clasificación general \| Clasificación general \| Clasificación general \| Clasificación general \| Clasificación general \| \| Ciclista \| Ciclista \| Equipo \| Tiempo \| \| \| --------------------- \| --------------------- \| ------------------------ \| --------------------- \| --------------------- \| \| 1.º \| Merhawi Kudus \| Astana \| 22 h 38 min 21 s \| \| \| 2.º \| Rein Taaramäe \| Direct Énergie \| + 7 s \| \| \| 3.º \| Matteo Badilatti \| Israel Cycling Academy \| + 18 s \| \| \| 4.º \| Hernán Aguirre \| Interpro Cycling Academy \| + 31 s \| \| \| 5.º \| Sirak Tesfom \| Eritrea \| + 3 min 42 s \| \| \| 6.º \| David Lozano Riba \| Team Novo Nordisk \| + 4 min 13 s \| \| \| 7.º \| Yacob Debesay \| Eritrea \| + 5 min 50 s \| \| \| 8.º \| Suleiman Kangangi \| Kenia \| + 6 min 41 s \| \| \| 9.º \| Didier Munyaneza \| Benediction–Excel Energy \| + 6 min 47 s \| \| \| 10.º \| Joseph Areruya \| Delko Marseille Provence \| + 6 min 53 s \| \| |                   |                          |                  |
| |                   |                          |                  |
| Fuente: ProCyclingStats |                   |                          |                  |
| Clasificación general |                   |                          |                  |
| Ciclista | Ciclista          | Equipo                   | Tiempo           |
| 1.º | Merhawi Kudus     | Astana                   | 22 h 38 min 21 s |
| 2.º | Rein Taaramäe     | Direct Énergie           | + 7 s            |
| 3.º | Matteo Badilatti  | Israel Cycling Academy   | + 18 s           |
| 4.º | Hernán Aguirre    | Interpro Cycling Academy | + 31 s           |
| 5.º | Sirak Tesfom      | Eritrea                  | + 3 min 42 s     |
| 6.º | David Lozano Riba | Team Novo Nordisk        | + 4 min 13 s     |
| 7.º | Yacob Debesay     | Eritrea                  | + 5 min 50 s     |
| 8.º | Suleiman Kangangi | Kenia                    | + 6 min 41 s     |
| 9.º | Didier Munyaneza  | Benediction–Excel Energy | + 6 min 47 s     |
| 10.º | Joseph Areruya    | Delko Marseille Provence | + 6 min 53 s     |

### 8.ª etapa
| Kigali - Kigali | etapa escarpada | (66,8 km) |

| \| Clasificación de la etapa \| Clasificación de la etapa \| Clasificación de la etapa \| Clasificación de la etapa \| Clasificación de la etapa \| \| Ciclista \| Ciclista \| Equipo \| Tiempo \| \| \| ------------------------- \| ------------------------- \| -------------------------- \| ------------------------- \| ------------------------- \| \| 1.º \| Rodrigo Contreras \| Astana \| 1 h 33 min 10 s \| \| \| 2.º \| Merhawi Kudus \| Astana \| + 1 min 06 s \| \| \| 3.º \| Alessandro Fedeli \| Delko Marseille Provence \| + 1 min 06 s \| \| \| 4.º \| Hernán Aguirre \| Interpro Cycling Academy \| + 1 min 06 s \| \| \| 5.º \| Mulu Hailemichael \| Dimension Data for Qhubeka \| + 1 min 06 s \| \| \| 6.º \| Adrien Guillonnet \| Interpro Cycling Academy \| + 1 min 06 s \| \| \| 7.º \| Matteo Badilatti \| Israel Cycling Academy \| + 1 min 06 s \| \| \| 8.º \| Rein Taaramäe \| Direct Énergie \| + 1 min 09 s \| \| \| 9.º \| Jeremy Bellicaud \| Wanty-Gobert \| + 1 min 09 s \| \| \| 10.º \| Valens Ndayisenga \| Ruanda \| + 1 min 12 s \| \| |                   |                            |                 |
| |                   |                            |                 |
| Fuente: ProCyclingStats |                   |                            |                 |
| Clasificación de la etapa |                   |                            |                 |
| Ciclista | Ciclista          | Equipo                     | Tiempo          |
| 1.º | Rodrigo Contreras | Astana                     | 1 h 33 min 10 s |
| 2.º | Merhawi Kudus     | Astana                     | + 1 min 06 s    |
| 3.º | Alessandro Fedeli | Delko Marseille Provence   | + 1 min 06 s    |
| 4.º | Hernán Aguirre    | Interpro Cycling Academy   | + 1 min 06 s    |
| 5.º | Mulu Hailemichael | Dimension Data for Qhubeka | + 1 min 06 s    |
| 6.º | Adrien Guillonnet | Interpro Cycling Academy   | + 1 min 06 s    |
| 7.º | Matteo Badilatti  | Israel Cycling Academy     | + 1 min 06 s    |
| 8.º | Rein Taaramäe     | Direct Énergie             | + 1 min 09 s    |
| 9.º | Jeremy Bellicaud  | Wanty-Gobert               | + 1 min 09 s    |
| 10.º | Valens Ndayisenga | Ruanda                     | + 1 min 12 s    |

## Clasificaciones finales
- Las clasificaciones finalizaron de la siguiente forma:[4]

### Clasificación general
| \| Clasificación general \| Clasificación general \| Clasificación general \| Clasificación general \| Clasificación general \| \| Ciclista \| Ciclista \| Equipo \| Tiempo \| \| \| --------------------- \| --------------------- \| ------------------------ \| --------------------- \| --------------------- \| \| 1.º \| Merhawi Kudus \| Astana \| 24 h 12 min 37 s \| \| \| 2.º \| Rein Taaramäe \| Direct Énergie \| + 10 s \| \| \| 3.º \| Matteo Badilatti \| Israel Cycling Academy \| + 18 s \| \| \| 4.º \| Hernán Aguirre \| Interpro Cycling Academy \| + 31 s \| \| \| 5.º \| Sirak Tesfom \| Eritrea \| + 4 min 04 s \| \| \| 6.º \| David Lozano Riba \| Team Novo Nordisk \| + 4 min 50 s \| \| \| 7.º \| Yacob Debesay \| Eritrea \| + 6 min 51 s \| \| \| 8.º \| Suleiman Kangangi \| Kenia \| + 7 min 05 s \| \| \| 9.º \| Joseph Areruya \| Delko Marseille Provence \| + 7 min 10 s \| \| \| 10.º \| Rodrigo Contreras \| Astana \| + 7 min 11 s \| \| |                   |                          |                  |
| |                   |                          |                  |
| Fuente: ProCyclingStats |                   |                          |                  |
| Clasificación general |                   |                          |                  |
| Ciclista | Ciclista          | Equipo                   | Tiempo           |
| 1.º | Merhawi Kudus     | Astana                   | 24 h 12 min 37 s |
| 2.º | Rein Taaramäe     | Direct Énergie           | + 10 s           |
| 3.º | Matteo Badilatti  | Israel Cycling Academy   | + 18 s           |
| 4.º | Hernán Aguirre    | Interpro Cycling Academy | + 31 s           |
| 5.º | Sirak Tesfom      | Eritrea                  | + 4 min 04 s     |
| 6.º | David Lozano Riba | Team Novo Nordisk        | + 4 min 50 s     |
| 7.º | Yacob Debesay     | Eritrea                  | + 6 min 51 s     |
| 8.º | Suleiman Kangangi | Kenia                    | + 7 min 05 s     |
| 9.º | Joseph Areruya    | Delko Marseille Provence | + 7 min 10 s     |
| 10.º | Rodrigo Contreras | Astana                   | + 7 min 11 s     |

### Clasificación de la montaña
| Clasificación de la montaña | Clasificación de la montaña | Clasificación de la montaña | Clasificación de la montaña | Clasificación de la montaña |
| Ciclista                    | Ciclista                    | Equipo                      | Puntos                      |                             |
| --------------------------- | --------------------------- | --------------------------- | --------------------------- | --------------------------- |
| 1.º                         | Yacob Debesay               | Eritrea                     | 80 pts                      |                             |
| 2.º                         | Moïse Mugisha               | Ruanda                      | 72 pts                      |                             |
| 3.º                         | Adrien Guillonnet           | Interpro Cycling Academy    | 51 pts                      |                             |
| 4.º                         | Pablo Torres                | Interpro Cycling Academy    | 42 pts                      |                             |
| 5.º                         | Rodrigo Contreras           | Astana                      | 41 pts                      |                             |
| 6.º                         | Mulu Hailemichael           | Dimension Data for Qhubeka  | 38 pts                      |                             |
| 7.º                         | Merhawi Kudus               | Astana                      | 26 pts                      |                             |
| 8.º                         | Samuel Mugisha              | Dimension Data for Qhubeka  | 23 pts                      |                             |
| 9.º                         | Matteo Badilatti            | Israel Cycling Academy      | 16 pts                      |                             |
| 10.º                        | Rein Taaramäe               | Direct Énergie              | 14 pts                      |                             |

### Clasificación de los sprint
| Clasificación de las metas volantes | Clasificación de las metas volantes | Clasificación de las metas volantes | Clasificación de las metas volantes | Clasificación de las metas volantes |
| Ciclista                            | Ciclista                            | Equipo                              | Puntos                              |                                     |
| ----------------------------------- | ----------------------------------- | ----------------------------------- | ----------------------------------- | ----------------------------------- |
| 1.º                                 | Rohan du Plooy                      | ProTouch                            | 26 pts                              |                                     |
| 2.º                                 | Timothy Rugg                        | BAI-Sicasal-Petro de Luanda         | 16 pts                              |                                     |
| 3.º                                 | Yacob Debesay                       | Eritrea                             | 10 pts                              |                                     |
| 4.º                                 | Moïse Mugisha                       | Ruanda                              | 8 pts                               |                                     |
| 5.º                                 | Bonaventure Uwizeyimana             | Benediction–Excel Energy            | 6 pts                               |                                     |
| 6.º                                 | Adrien Guillonnet                   | Interpro Cycling Academy            | 5 pts                               |                                     |
| 7.º                                 | Joseph Areruya                      | Delko Marseille Provence            | 4 pts                               |                                     |
| 8.º                                 | Julien Trarieux                     | Delko Marseille Provence            | 4 pts                               |                                     |
| 9.º                                 | Perrig Quéméneur                    | Direct Énergie                      | 4 pts                               |                                     |
| 10.º                                | Przemysław Kasperkiewicz            | Delko Marseille Provence            | 3 pts                               |                                     |

### Clasificación de los jóvenes
| Clasificación del mejor joven | Clasificación del mejor joven | Clasificación del mejor joven | Clasificación del mejor joven | Clasificación del mejor joven |
| Ciclista                      | Ciclista                      | Equipo                        | Tiempo                        |                               |
| ----------------------------- | ----------------------------- | ----------------------------- | ----------------------------- | ----------------------------- |
| 1.º                           | Yacob Debesay                 | Eritrea                       | 24 h 19 min 28 s              |                               |
| 2.º                           | Joseph Areruya                | Delko Marseille Provence      | + 19 s                        |                               |
| 3.º                           | Jeremy Bellicaud              | Wanty-Gobert                  | + 1 min 16 s                  |                               |
| 4.º                           | Henok Mulubrhan               | Eritrea                       | + 2 min 41 s                  |                               |
| 5.º                           | Mulu Hailemichael             | Dimension Data for Qhubeka    | + 6 min 37 s                  |                               |
| 6.º                           | Alessandro Fedeli             | Delko Marseille Provence      | + 7 min 44 s                  |                               |
| 7.º                           | Samuel Mugisha                | Dimension Data for Qhubeka    | + 8 min 28 s                  |                               |
| 8.º                           | Eric Manizabayo               | Benediction–Excel Energy      | + 11 min 35 s                 |                               |
| 9.º                           | Didier Munyaneza              | Benediction–Excel Energy      | + 12 min 10 s                 |                               |
| 10.º                          | John Kariuki                  | Kenia                         | + 17 min 31 s                 |                               |

### Clasificación por equipos
| Clasificación por equipos | Clasificación por equipos  | Clasificación por equipos | Clasificación por equipos |
| Equipo                    | Equipo                     | Tiempo                    |                           |
| ------------------------- | -------------------------- | ------------------------- | ------------------------- |
| 1.º                       | Eritrea                    | 72 h 49 min 16 s          |                           |
| 2.º                       | Interpro Cycling Academy   | + 2 min 53 s              |                           |
| 3.º                       | Astana                     | + 6 min 33 s              |                           |
| 4.º                       | Israel Cycling Academy     | + 10 min 23 s             |                           |
| 5.º                       | Delko-Marseille Provence   | + 43 min 02 s             |                           |
| 6.º                       | Benediction–Excel Energy   | + 46 min 23 s             |                           |
| 7.º                       | Kenia                      | + 51 min 16 s             |                           |
| 8.º                       | Francia                    | + 1 h 02 min 06 s         |                           |
| 9.º                       | Direct Énergie             | + 1 h 09 min 21 s         |                           |
| 10.º                      | Dimension Data for Qhubeka | + 1 h 20 min 08 s         |                           |

## Evolución de las clasificaciones
| Etapa                   | Vencedor                 | Clasificación general | Clasificación de la montaña | Clasificación de los sprints | Clasificación de los jóvenes | Clasificación por equipos |
| ----------------------- | ------------------------ | --------------------- | --------------------------- | ---------------------------- | ---------------------------- | ------------------------- |
| 1.ª                     | Alessandro Fedeli        | Alessandro Fedeli     | Rohan Du Plooy              | Bonaventure Uwizeyimana      | Alessandro Fedeli            | Delko Marseille Provence  |
| 2.ª                     | Merhawi Kudus            | Merhawi Kudus         | Pablo Torres                | Timothy Rugg                 | Joseph Areruya               | Astana                    |
| 3.ª                     | Merhawi Kudus            | Merhawi Kudus         | Merhawi Kudus               | Rohan Du Plooy               | Jérémy Bellicaud             | Astana                    |
| 4.ª                     | Edwin Ávila              | Merhawi Kudus         | Pablo Torres                | Rohan Du Plooy               | Yakob Debesay                | Astana                    |
| 5.ª                     | Biniam Girmay            | Merhawi Kudus         | Moise Mugisha               | Rohan Du Plooy               | Didier Munyaneza             | Astana                    |
| 6.ª                     | Przemysław Kasperkiewicz | Merhawi Kudus         | Moise Mugisha               | Rohan Du Plooy               | Didier Munyaneza             | Eritrea                   |
| 7.ª                     | Yakob Debesay            | Merhawi Kudus         | Moise Mugisha               | Rohan Du Plooy               | Yakob Debesay                | Eritrea                   |
| 8.ª                     | Rodrigo Contreras        | Merhawi Kudus         | Yakob Debesay               | Rohan Du Plooy               | Yakob Debesay                | Eritrea                   |
| Clasificaciones finales | Clasificaciones finales  | Merhawi Kudus         | Yakob Debesay               | Rohan Du Plooy               | Yakob Debesay                | Eritrea                   |

## UCI World Ranking
El Tour de Ruanda otorgó puntos para el UCI World Ranking para corredores de los equipos en las categorías UCI WorldTeam, Profesional Continental y Equipos Continentales. Las siguientes tablas son el baremo de puntuación y los 10 corredores que obtuvieron más puntos:
| Posición              | 1.º | 2.º | 3.º | 4.º | 5.º | 6.º | 7.º | 8.º | 9.º | 10.º | 11.º | 12.º | 13.º-15.º | 16.º-25.º |
| Clasificación general | 125 | 85  | 70  | 60  | 50  | 40  | 35  | 30  | 25  | 20   | 15   | 10   | 5         | 3         |
| Por etapa             | 14  | 5   | 3   |     |     |     |     |     |     |      |      |      |           |           |
| Líder                 | 3   |     |     |     |     |     |     |     |     |      |      |      |           |           |

| Clasificación |                   |                          |         |       |       |       |
| Posición      | Ciclista          | Equipo                   | General | Etapa | Líder | Total |
| ------------- | ----------------- | ------------------------ | ------- | ----- | ----- | ----- |
| 1.º           | Merhawi Kudus     | Astana                   | 125     | 33    | 18    | 176   |
| 2.º           | Rein Taaramäe     | Direct Énergie           | 85      | 5     | -     | 90    |
| 3.º           | Matteo Badilatti  | Israel Cycling Academy   | 70      | 3     | -     | 73    |
| 4.º           | Hernán Aguirre    | Interpro Cycling Academy | 60      | -     | -     | 60    |
| 5.º           | Yakob Debesay     | Eritrea                  | 35      | 19    | -     | 54    |
| 6.º           | Sirak Tesfom      | Eritrea                  | 50      | 3     | -     | 53    |
| 7.º           | David Lozano      | Novo Nordisk             | 40      | -     | -     | 40    |
| 8.º           | Rodrigo Contreras | Astana                   | 20      | 14    | -     | 34    |
| 9.º           | Suleiman Kangangi | Kenia                    | 30      | -     | -     | 30    |
| 10.º          | Joseph Areruya    | Delko Marseille Provence | 25      | 5     | -     | 30    |